# NGC 14
NGC 14 (ook wel PGC 647, UGC 75, MCG 3-1-26, ZWG 456.34, KUG 0006+155, ARP 235 of VV 80) is een onregelmatig sterrenstelsel in het sterrenbeeld Pegasus.
NGC 14 werd op 18 september 1786 ontdekt door de Duits-Britse astronoom Wilhelm Herschel.